# Filmfare Award 2015
Der 60. Filmfare Award fand am 31. Januar 2015 in den Yash Raj Studios in Mumbai statt. Bei dieser Verleihung moderierte der Filmregisseur Karan Johar sowie die Schauspieler Alia Bhatt und Kapil Sharma. Die Bekanntgabe der Nominierungen in den 10 wichtigsten Kategorien erfolgte am 19. Januar 2015.
Der meist nominierte Film war Queen mit 13 Nominierungen und erhielt insgesamt 9 Preise inklusive der Auszeichnung zum Besten Film.
Shahid Kapoor erhielt erstmals die Auszeichnung zum Besten Darsteller wie seine weibliche Kollegin Kangana Ranaut, die gleich bei ihrer ersten Nominierung zur Besten Darstellerin gewählt wurde.

## Künstlerische Preise

### Bester Film
Queen
PK
2 States
Haider
Mary Kom

### Beste Regie
Vikas Bahl – Queen
Vishal Bhardwaj – Haider
Abhishek Varman – 2 States
Anurag Kashyap – Ugly
Rajkumar Hirani – PK

### Bester Hauptdarsteller
Shahid Kapoor – Haider
Aamir Khan – PK
Akshay Kumar – Holiday: A Soldier Is Never Off Duty
Hrithik Roshan – Bang Bang!
Randeep Hooda – Rang Rasiya

### Beste Hauptdarstellerin
Kangana Ranaut – Queen
Alia Bhatt – Highway
Madhuri Dixit – Dedh Ishqiya
Priyanka Chopra – Mary Kom
Rani Mukerji – Mardaani
Sonam Kapoor – Khoobsurat

### Bester Nebendarsteller
Kay Kay Menon – Haider
Riteish Deshmukh – Ek Villain
Abhishek Bachchan – Happy New Year – Herzensdiebe
Ronit Roy – 2 States
Tahir Raj Bhasin – Mardaani

### Beste Nebendarstellerin
Tabu – Haider
Amrita Singh – 2 States
Dimple Kapadia – Finding Fanny
Juhi Chawla – Gulaab Gang
Lisa Haydon – Queen

### Bestes Schauspieldebüt männlich
Fawad Afzal Khan – Khoobsurat

### Beste Schauspieldebüt weiblich
Kriti Sanon – Heropanti

### Beste Musik
Shankar–Ehsaan–Loy – 2 States
Amit Trivedi – Queen
Anupam Amod, Arko Pravo Mukherjee, Yo Yo Honey Singh, Mithoon, Pritam Chakraborty – Yaariyan
Himesh Reshammiya, Meet Bros Anjjan, Yo Yo Honey Singh – Kick
Mithoon, Ankit Tiwari, SOCH – Ek Villain

### Bester Liedtext
Rashmi Singh für Muskurane – CityLights
Irshad Kamil für Patakha Guddi – Highway
Amitabh Bhattacharya für Zehnaseeb – Hasee Toh Phasee
Gulzar für Bismil – Haider
Kausar Munir für Suno Na Sangemarmar – Youngistaan

### Bester Playbacksänger
Ankit Tiwari für Galliyan – Ek Villain
Arijit Singh für Mast Magan – 2 States:
Arijit Singh für Suno Na Sangemarmar – Youngistaan
Benny Dayal für Locha-E-Ulfat – 2 States
Shekhar Ravjiani für Zehnaseeb – Hasee Toh Phasee

### Beste Playbacksängerin
Kanika Kapoor für Baby Doll – Ragini MMS 2
Rekha Bhardwaj für Hamari Atariya Pe – Dedh Ishqiya
Jyoti Nooran, Sultana Nooran für Patakha Guddi – Highway
Shreya Ghoshal für Manwa Laage – Happy New Year – Herzensdiebe
Sona Mohapatra für Naina – Khoobsurat

## Kritikerpreise

### Bester Film
Rajat Kapoor – Ankhon Dekhi

### Bester Darsteller
Sanjai Mishra – Ankhon Dekhi

### Beste Darstellerin
Alia Bhatt – Highway

## Technische Preise

### Beste Story
Rajat Kapoor – Ankhon Dekhi
Anurag Kashyap – Ugly
Imtiaz Ali – Highway
Nitin Kakkar – Filmistaan
Rajkumar Hirani und Abhijat Joshi – PK

### Bestes Drehbuch
Rajkumar Hirani and Abhijat Joshi – PK
Anurag Kashyap, Akhilesh Jaiswal and Rohit Pandey – Ugly
Gopi Puthran, S Hussain Zaidi and Vibha Singh – Mardaani
Rajat Kapoor – Ankhon Dekhi
Vikas Bahl, Chaitally Parmar and Parveez Sheikh – Queen

### Bester Dialog
Abhijat Joshi und Rajkumar Hirani – PK
Anurag Kashyap, Purva Naresh, Harshvardhan Kulkarni und Vinil Mathew – Hasee Toh Phasee
Anvita Dutt und Kangana Ranaut – Queen
Nitesh Tiwari, Piyush Gupta, Nikhil Mehrotra und Shreyas Jain – Bhoothnath Returns
Vishal Bhardwaj – Dedh Ishqiya

### Bester Schnitt
Abhijit Kokate und Anurag Kashyap – Queen
Aarti Bajaj – Highway
Aarti Bajaj – Ugly
Rajkumar Hirani – PK
Sanjib Datta – Mardaani

### Beste Choreografie
Ahmed Khan für Jumme Ki Raat – Kick
Bosco-Caesar für Hungama Ho Gaya – Queen
Bosco-Caesar für Tu Meri – Bang Bang!
Bosco-Caesar für Tune Mari Entriyan – Gunday
Ganesh Acharya für Whistle Baja – Heropanti

### Beste Kamera
Bobby Singh und Siddharth Diwan – Queen
Anil Mehta – Finding Fanny
Anil Mehta – Highway
Mohanan – Miss Lovely
Artur Żurawski – Mardaani

### Bestes Szenenbild
Subrata Chakraborty und Amit Ray – Haider
Ashim Ahluwalia, Tabasheer Zutsi und Parichit Paralkar – Miss Lovely
Manisha Khandelwal – Finding Fanny
Meenal Agarwal – Ankhon Dekhi
Subrata Chakraborty und Amit Ray – Dedh Ishqiya

### Bester Ton
Anilkumar Konakandla und Prabal Pradhan – Mardaani
Mandar Kulkarni – Ugly
Resul Pookutty und Amrit Pritam – Highway
Sanjay Maurya und Allwyn Rego – Queen
Shajith Koyeri – Haider

### Beste Kostüme
Dolly Ahluwalia – Haider
Anaita Shroff Adajania – Finding Fanny
Payal Saluja – Dedh Ishqiya
Rushi Sharma and Manoshi Nath – PK
Rushi Sharma and Manoshi Nath – Queen

### Beste Hintergrundmusik
Amit Trivedi – Queen
A. R. Rahman – Highway
Julius Packiam – Mardaani
Mathias Duplessey – Finding Fanny
Rohit Kulkarni – Mary Kom

### Beste Stuntregie
Sham Kaushal – Gunday
Anal Arasu – Heropanti
Anal Arasu – Kick
Manoher Verma – Mardaani
Parvez Shaikh – Bang Bang!

## Spezialpreise

### Lebenswerk
Kamini Kaushal

### Bestes Regiedebüt
Abhishek Varman – 2 States

## Statistik
Folgende Filme erhielten mindestens zwei Nominierungen (=N) bzw. Siege (=S) in den Hauptkategorien (zzgl. Ehrungen in den Nebenkategorien +E):
| Film                                                                           | N  | S /+E |
| ------------------------------------------------------------------------------ | -- | ----- |
| Queen                                                                          | 13 | 3/+3  |
| Haider                                                                         | 9  | 3/+2  |
| PK                                                                             | 8  | 0/+2  |
| 2 States                                                                       | 7  | 2     |
| Mardaani                                                                       | 8  | 0/+1  |
| Ugly Finding Fanny                                                             | 5  | 0     |
| Dedh Ishqiya                                                                   | 4  | 0     |
| Aankhon Dekhi                                                                  | 3  | 1/+1  |
| Highway Ek Villain                                                             | 3  | 1     |
| Gunday                                                                         | 2  | 0/+1  |
| Mary Kom Khoobsurat Youngistaan Hasee Toh Phasee Happy New Year – Herzensdiebe | 2  | 0     |